# Zapotekiska
Zapotekiska (iidxzá, dizá, ditsá, diidxazá, tiits së, m.fl.) är ett makrospråk, eller en grupp besläktade språk, som talas av drygt en halv miljon människor huvudsakligen i den mexikanska delstaten Oaxaca, men även i Puebla, Guerrero och det sydvästliga Veracruz. Zapotekiska tillhör den oto-mangueanska språkfamiljen, och utgör tillsammans med chinantekiska den zapotekanska språkgruppen. Många av de zapotekiska språken är sinsemellan oförståeliga.
De zapotekiska språken är tonala. Den vanligaste konstituentföljden är verb–subjekt–objekt.